# 弓家保則
弓家 保則（ゆげ やすのり、1967年8月2日 - ）は、日本の俳優、声優。千葉県出身。元氣プロジェクト所属。

## 人物
身長180cm。体重75kg。
趣味は演劇・映画鑑賞、美術館めぐり。特技はラグビー、陸上、水泳、スキー、歌。

## 出演作品

### 映画
- 二十世紀少年読本（1989年、CBS・ソニー・グループ） - 花子
- ゴジラシリーズ（東宝） - 自衛隊員
  - ゴジラvsビオランテ（1989年）
  - ゴジラvsキングギドラ（1991年）
- ウルトラQ ザ・ムービー 星の伝説（1990年、松竹） - 警官
- 真夏の地球（1991年、松竹富士）
- 押絵と旅する男（1994年、バンダイビジュアル）
- ガメラシリーズ（東宝）
  - ガメラ 大怪獣空中決戦（1995年）
  - ガメラ3 邪神覚醒（1999年）
- 狂弾（1999年、アーバンタイムス） - 滝川組幹部
- 凶弾 KYO-DAN（1999年、アーバンタイムス） - 滝川組幹部
- 新GONIN（2000年、シネマパラダイス）
- 盲獣vs一寸法師（2001年、石井輝男プロダクション） - 支配人
- フィッシュストーリー（2009年、ショウゲート）
- コーヒーが冷めないうちに（2018年、東宝）

### テレビドラマ
- ふぞろいの林檎たち パートIII（1991年、TBS）
- B級ホラー WARASHI!（1991年、TBS）
- 世にも奇妙な物語 「行列」（1991年、フジテレビ）
- 特捜エクシードラフト（1992年、テレビ朝日）
- 火曜サスペンス劇場 / 警視庁鑑識課1（1996年、日本テレビ）
- ボイスラッガー 第7話（1999年、テレビ東京） - 助手
- 港古志郎警視
  - Season1 第11話（2011年、BSフジ）
  - Saeson2 第11話（2012年、テレビ埼玉）
- 悪霊病棟 第8話（2013年、MBS）
- 仮面ライダードライブ（2014年、テレビ朝日）
- パステルLOVE（TBS）
- インディガールズ

### オリジナルビデオ
- 空想科学任侠伝 極道忍者ドス竜（1990年）

### 舞台
- 娑婆に脱帽（2005年、2010年）
- 罠（2005年）
- Bouquet（2005年）
- 煙が目にしみる（2005年、2008年）
- イーハトーボの劇列車（2006年）
- 桜散る 散るもつもるも三春乃一座（2006年 - 2008年、2011年）
- わが町（2006年 - 2007年）
- 見よ、飛行機の高く飛べるを（2006年）
- 怪盗先生、教壇に立つ。（2007年、2008年、2014年）
- いやいやながら医者にされ（2007年）
- お気に召すまま（2007年）
- かもめ/三人姉妹（2009年）
- ドールハウス（2010年）
- サマーカオス（2010年）
- 地蔵教由来/父帰る（2010年）
- 櫻の園/ワーニャおじさん（2011年）
- 祈り ～テヴィエ一家とその仲間達～（2011年）
- ワーニャおじさん/かもめ/三人姉妹/櫻の園（2012年）
- 星屑の町2 南国旅情編（2013年）
- あやかし相談承り〼。萬屋ツジモリ（2013年）
- 笑って死んでくれ（2013年）
- 朗読劇 月光の夏（2014年）
- 3年G組 -ある夏の日に-（2015年）
- ゴジラ

### OVA
- ジャイアントロボ外伝 素足のGinRei EPISODE:1〜盗まれた戦闘チャイナを探せ大作戦!!（1993年） - 部下B
- 小鉄の大冒険（1996年） - 皆川

### 吹き替え
- 高い城の男 - 小野田
- 12モンキーズ 2
- ヴァイキング 〜海の覇者たち〜
- ビークールスクービードゥー!
- 名探偵ポワロ DVDコレクション - ジェームス・ハロルド・ジャップ警部〈演：フィリップ・ジャクソン〉